# IBM PS/2 Model 25
El Personal System/2 Model 25 y sus submodelos posteriores, el 25 286 y el 25 SX, son las entradas más bajas de IBM en la familia de computadoras personales Personal System/2 (PS/2). Al igual que su hermano, el Model 30, el Model 25 presenta un bus de Industry Standard Architecture, lo que le permite usar tarjetas de expansión de sus predecesores directos, PC/XT y PC/AT, pero no de entradas superiores en la línea PS/2. que utilizan Micro Channel. A diferencia de todas las demás entradas en la línea PS/2, el Model 25 y sus submodelos están integrados en un factor de forma todo en uno, con su monitor de tubo de rayos catódicos (CRT) y la placa del sistema ocupando el mismo gabinete. IBM orientó el Model 25 a los trabajadores y estudiantes de la oficina en casa.

## Desarrollo y lanzamiento

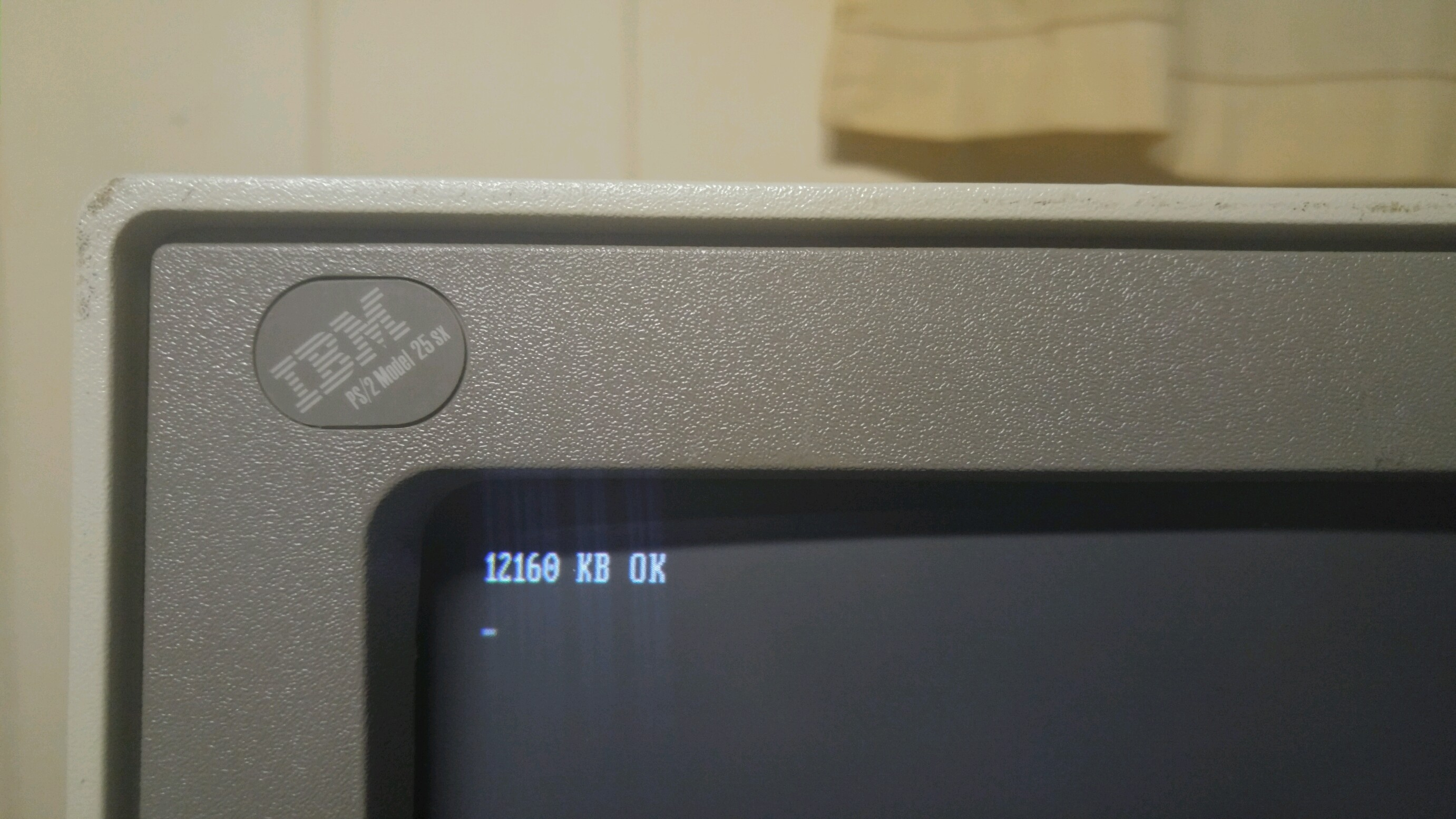
Insignia de caja en un Model 25 SX.

IBM presentó el Model 25 el 4 de agosto de 1987. Es la quinta entrada de la gama Personal System/2. El primer Model 25 funciona con un procesador Intel 8086 que funciona a 8 MHz, aproximadamente el doble de la velocidad de la computadora personal IBM PC original. Una versión del Model 25 orientada a los estudiantes universitarios, el Collegiate, tiene dos unidades de disquete de 720 KB, con una capacidad máxima de RAM de 640 KB, y se empaquetó con el mouse PS/2 oficial, Windows 2.0 y cuatro disquetes en blanco.
En 1990, IBM lanzó el Model 25 286, que actualiza el original a un Intel 80286 que funciona a 10 MHz. A finales de 1991, las instalaciones de IBM en Boca Ratón, dirigidas por José García, desarrollaron el Model 25 SX, que cuenta con un Intel 80386SX sincronizado a 20 MHz. Esta versión del Model 25 se vendió solo a escuelas K–12. La serie Model 25 nunca se vendió oficialmente fuera de los Estados Unidos.
IBM no incluyó ni admitió unidades de disco duro en el Model 25 original, aunque a finales de 1987 había disponibles varios kits de posventa. Los últimos 25 286 y 25 SX se vendieron con un disco duro como opción.

## Recepción
Múltiples revisores contemporáneos compararon el Model 25 con el Macintosh original de Apple. Stephen Satchell de InfoWorld escribió cuando vio por primera vez el Model 25 en su anuncio: «[M]i impresión inmediata fue que estaba mirando una Macintosh deformada. Cuando se encendieron las luces del escenario, la ilusión se hizo añicos y vi la similitud con el resto de la línea PS/2».
David E. Sanger de The New York Times llamó a la computadora quizás «la computadora más atractiva» que IBM haya diseñado para personas que solo usaban su computadora hasta un par de horas al día y aunque era «un toque demasiado cara», era «relativamente económica para un IBM». Sangler y Gus Venditto de PC Magazine estaban frustrados por la falta de una unidad de disco duro incorporada en el Model 25. Venditto escribió que, en el lanzamiento, los discos duros contemporáneos del mercado de accesorios eran demasiado grandes para instalarlos en cualquiera de los dos compartimientos para unidades de disquete de la computadora, sin anuncios de una solución de disco duro para el Model 25 en el horizonte. También observó que el espacio para la ranura ISA superior en el riser está parcialmente oscurecido por el monitor CRT, lo que impide que las tarjetas de altura completa encajen en esa ranura. En general, apreció el chasis de construcción sólida y concluyó que el Modelo 25 era una «computadora rápida y bien diseñada para lugares donde los bienes raíces son escasos».